# Osedax rubiplumus
Osedax rubiplumus es una especie de poliquetos batipelágicos de los que se ha publicado que se nutren de los huesos de ballenas muertas.

## Descripción
Los machos paidomórficos miden de 0,4 a 1,1 mm, y tienen un prototrofo (anillo ciliar) anterior incompleto con unas cerdas posteriores enganchadas. Esta especie tiene 16 ganchos con 6-8 dientes apicales (capitium), que tienen unos mangos que miden de 18 a 23 micrómetros. El ovisaco de las hembras mide 8 mm por 4 mm por 0,3 mm, con cuatro raíces posteriores que tienen lóbulos esféricos. También tienen un tronco de 3,8 cm de longitud y 2 mm de ancho, con las plumas de la corona que miden 2,1 cm de longitud. La especie fue encontrada en el noreste del Océano Pacífico, donde es abundante. Se utilizan para la obtener la proteína calmodulina.